# Scutigera
Scutigera (лат.) — род многоножек из отряда Scutigeromorpha класса губоногих. Около 30 видов. Встречаются повсеместно.

## Описание
Голова округлая, тело из 15 сегментов, покрытых 8 крупными тергитами. Ног 15 пар, глаза сложные, фасеточные, как у насекомых. Усики очень длинные, латеральные. Род включает известный в домах вид многоножек, Scutigera coleoptrata. Около 30 видов:
- Scutigera aethiopica Silvestri, 1895
- Scutigera argentina Humbert et Saussure, 1870
- Scutigera asiatica Sseliwanoff, 1884
- Scutigera buda Chamberlin, 1944
- Scutigera carrizala Chamberlin, 1942
- Scutigera chichivaca Chamberlin, 1944
- Scutigera coleoptrata (Linnaeus, 1758)typus
- Scutigera complanata Haase, 1887
- Scutigera dubia (Newport, 1844)
- Scutigera fissiloba (C.L. Koch, 1863)
- Scutigera flavistoma Lawrence, 1960
- Scutigera hispida Haase, 1887
- Scutigera linceci (Wood, 1867)
- Scutigera longitarsis (Newport, 1844)
- Scutigera marmorea Pocock, 1891
- Scutigera melanostoma Haase, 1887
- Scutigera nossibei de Saussure et Zehntner, 1902
- Scutigera oweni (Newport, 1845)
- Scutigera oxypyga Muralevitsch, 1910
- Scutigera parcespinosa Bücherl, 1949
- Scutigera planiceps Pocock, 1893
- Scutigera poicila Chamberlin, 1944
- Scutigera rubrilineata (Newport, 1844)
- Scutigera sanguinea Meinert, 1886
- Scutigera sinuata Haase, 1887
- Scutigera smithii (Newport, 1844)
- Scutigera tancitarona Chamberlin, 1942
- Scutigera tonsoris Würmli, 1977
- Scutigera virescens (Latreille, 1819)
- Scutigera voeltzkowi de Saussure et Zehntner, 1902